# Бакетаев, Алмаз Кушбекович
Алмаз Кушбекович Бакетаев (20 января, 1971, Талас) — Советник государственной службы 3 класса. Министр финансов Кыргызстана, бывший вице-мэр Бишкека.

## Биография
Родился 20 января 1971 года в Таласе.
Окончил Фрунзенский политехнический институт (1993, инженер-системотехник) и Институт переподготовки и повышения квалификации кадров Кыргызского государственного национального университета (1995, экономист).
Послужной список:
- 11.07.1993 — 13.07.1994 менеджер-программист НПКК «Талас»;
- Август 1994 — сентябрь 1995 — инспектор-программист Управления налоговой полиции по Таласской области;
- Октябрь 1995 — ноябрь 1995 — налоговый инспектор отдела внешнего контроля Государственной налоговой инспекции;
- Ноябрь 1995 — июль 1996 — главный менеджер представительства турецкой компании международной торговли и маркетинга Komsan в Стамбуле;
- Август 1996 — июль 1997 — налоговый инспектор Государственной налоговой инспекции по Свердловскому району Бишкека;
- Апрель 1997 — март 2000 — ведущий специалист управления внутреннего аудита отдела аудита бюджетных учреждений и подведомственных организаций Министерства финансов;
- Март 2000 — декабрь 2002 — главный специалист службы внутреннего аудита Министерства финансов;
- Декабрь 2002 — июль 2005 — заведующий сектором внутреннего контроля Центрального казначейства Министерства финансов;
- Июль — ноябрь 2005 — завотделом Чуйского областного отделения казначейства;
- Ноябрь 2005 — март 2010 — завотделом Бишкекского городского отделения казначейства;
- Март-апрель 2010 — заместитель главы Ленинской районной администрации мэрии Бишкека;
- Апрель 2010 — июнь 2012 — заместитель начальника управления реализации бюджетной политики Министерства финансов;
- Июнь 2012 — май 2013 — начальник управления планирования расходов отраслей экономики Министерства финансов;
- Март-май 2013 — и. о. статс-секретаря Министерства финансов;
- Май 2013 — сентябрь 2018 — заместитель министра финансов;

27 сентября 2018 года назначен первым вице-мэром Бишкека. С 15.06.2021 — заместитель министра экономики и финансов по финансовой части. С 13 октября 2021 года министр финансов Кыргызской Республики.

## Награды
- Орден «Манас» III степени (2024)[3]
- Заслуженный экономист Кыргызской Республики (2022)[3]
- Почётная грамота Кыргызской Республики (2021)[3]